# Los-Kennzeichnungs-Verordnung
Die deutsche Los-Kennzeichnungs-Verordnung (LKV) ist eine Verordnung des Bundesministeriums für Gesundheit. Sie regelt, dass (mit Ausnahmen) in Deutschland nur solche Lebensmittel in Verkehr gebracht werden dürfen, die mit einer Losnummer versehen sind. Mit dieser Kennzeichnung muss das Produkt eindeutig dem Los zugeordnet werden können, aus dem es stammt. Ein Los ist die Menge aller in einem gleichen Produktionsdurchgang hergestellter Produkte.

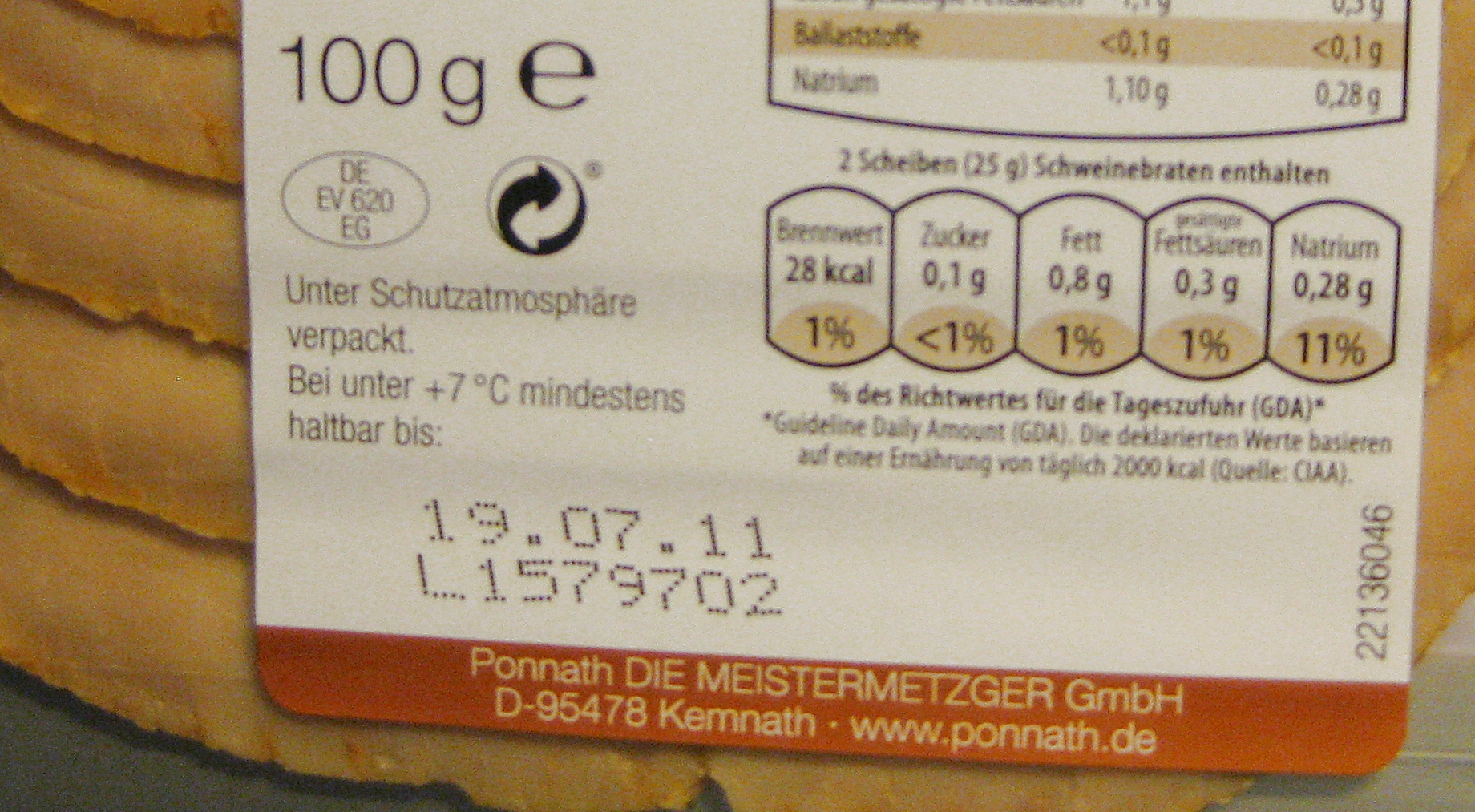
Produktkennzeichen auf einer Wurstpackung, die Losnummer L1579702 unten links

Die Losnummer muss aus Buchstaben, Zahlen oder Buchstaben und Zahlen bestehen. Zur eindeutigen Identifikation muss der Buchstabe L der Losnummer vorangestellt sein, sollten andere Angaben auf dem Produkt die Erkennung der Losnummer erschweren.
Die unverschlüsselte Angabe des Mindesthaltbarkeitsdatums unter Angabe von Tag, Monat und Jahr kann die Losnummer ersetzen (§ 2 LKV).
Von der Kennzeichnungspflicht ausgenommen sind beispielsweise Produkte, die einzeln verkauft werden oder deren größte Einzelfläche weniger als zehn Quadratzentimeter groß ist.